# Храм Тихвинской иконы Божией Матери (Елец)
Хра́м Ти́хвинской ико́ны Бо́жией Ма́тери (Ти́хвинская це́рковь) — утраченный православный храм в городе Ельце Липецкой области. Второй храм Свято-Троицкого монастыря. Взорван советскими властями в 1969 году.

## История

### Строительство
В 1850 году в Орловскую строительную комиссию настоятелем Троицкого монастыря архимандритом Флавианом был предложен проект архитектора Померанцева на строительства в обители второй тёплой церкви. В том же году проект был утверждён. Строительство нового храма началось в июне 1852 года, но при окончании кладки здания в июле 1856 года обнаружились неисправимые недостатки и повреждения в несущих конструкциях. В июне 1857 года недостроенное здание церкви частично обрушилось и оставалось в таком виде до 1863 года. Новый проект был составлен в 1859 году, а через год утверждён. Однако строительство по новому проекту началось лишь в 1867 году при архимандрите Флорентии. Строительство завершилось «извне и изнутри» в 1870 году: выведены купола, главы которых были покрыты листовым железом и окрашены тёмно-голубой краской, установлены вызолоченные кресты; внутри стены оштукатурены и окрашены под серый мрамор, установлены иконостасы. Всего было устроено пять приделов: главный — во имя Тихвинской иконы Божией Матери, правый — Николая Чудотворца и мученицы Пелагии, левый — во имя святой Марии Магдалины и мученицы Царицы Александры; два престола на хорах: правый — Архангела Михаила, левый — Иоанна Предтечи. Торжественное освящение второго монастырского храма состоялось 15 сентября 1870 года орловским епископом Орловским Макарием.
В 1882 году в храме было устроено общее духовое отопление, после чего он становится тёплым. В связи с этим особо чтимые святыни монастыря на зимнее время переносились крестным ходом из Троицкого собора в Тихвинскую церковь. В 1891 году западный фасад церкви был украшен крытой папертью с портиком.

### Закрытие и разрушение
Тихвинский храм наряду с другими церквями обители продолжал действовать ещё некоторое время после упразднения Троицкого монастыря в 1919 году. В 1920 году церковь передали поселившимся на территории монастыря годом ранее коммунарам, для «организации в ней школы». В 1922 году на храме поломали купола, выкинули из него иконостас и иконы, а здание превратили в склад.
В последующие годы шло постепенное разрушение храма. В начале 1960-х годов здание находилось в аварийном состоянии, в 1969 году было взорвано.

## Архитектура и убранство

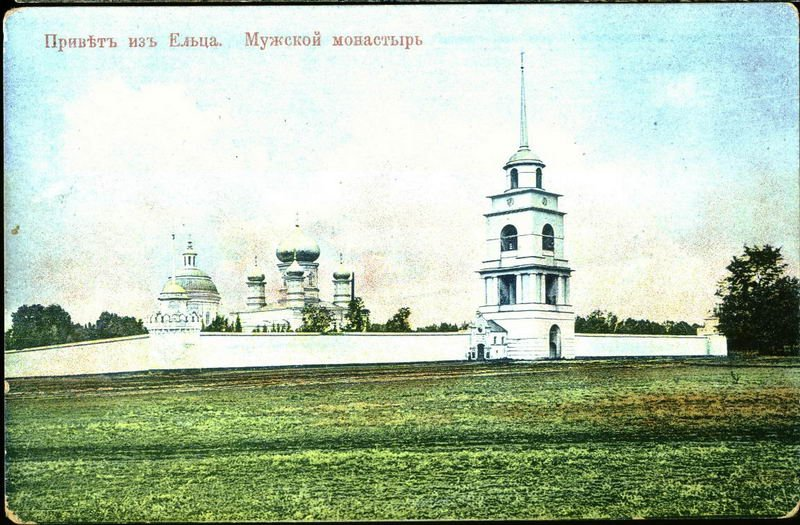
Комплекс Троицкого монастыря на дореволюционной открытке. Пятиглавый Тихвинский храм в центре фотографии.

Размеры храма были следующими: высота до карниза — 18 аршин (12,8 м), длина и ширина — по 24 аршина (17,1 м). Окон больших — 4, размером 3,5 на 2 аршина, шестигранных — 8, размером каждой грани в 1 аршин, в куполе — 4 окна. С северной и южной сторон храма устроены каменные с четырьмя ступенями сквозные паперти с сенью, с запада паперть крытая, украшена портиком. Стены не оштукатурены, купола деревянные, крытые листовым железом и окрашенные тёмно-голубой краской. При входе в храм на стенах паперти изображены художественные картины: справа — «Спаситель изгоняет из храма Соломонова продавцов», слева — «Иисус Христос восседает в храме среди законоучителей иудейских».
Внутри храма стены были оштукатурены, окрашены под серый мрамор, в «приличных местах» украшены картинами из Священной истории. Колонны также покрашены под мрамор. Постенная и иконостасная живопись выполнена орловским художником Г. Жировым. С севера и юга устроены хоры, на которые ведёт деревянная лестница с перилами. Церковь освещалась хрустальной люстрой «изящной работы завода Мальцева», прикреплённой в главном куполе над серединой храма.
В храме было устроено пять иконостасов: главный одноярусный — Тихвинской иконы, хрустальный, высотой — 12 аршин, длиной — 10. Боковые — Марии Магдалины и Царицы Александры и Николая Чудотворца и святой Пелагии — дубовые, высотой 4 аршина, длинной — 6. Придельные — Михаила Архангела и Иоанна Предтечи размещались на хорах, каждый высотой — 4 аршина и шириной — 6, липовые, вызолоченные, устроены были почётным гражданином И. И. Калабиным. Над главным иконостасом изображена картина: «Явление святой иконы Божией Матери во граде Тихвине».

## Святыни
Храм имел множество святынь, в том числе особо чтимый чудотворный образ Тихвинской иконы Божией Матери, который находился в нём в зимнее время года.